# Pietra de' Giorgi
Pietra de' Giorgi é uma comuna italiana da região da Lombardia, província de Pavia, com cerca de 875 habitantes. Estende-se por uma área de 11 km², tendo uma densidade populacional de 80 hab/km². Faz fronteira com Broni, Castana, Cigognola, Lirio, Montalto Pavese, Mornico Losana, Redavalle, Santa Giuletta, Santa Maria della Versa.

## Demografia
| Variação demográfica do município entre 1861 e 2011                               |
|                                                                                   |
| Fonte: Istituto Nazionale di Statistica (ISTAT) - Elaboração gráfica da Wikipedia |